# Stenocercus sinesaccus
Espèce
Stenocercus sinesaccus est une espèce de sauriens de la famille des Tropiduridae.

## Répartition
Cette espèce est endémique du Brésil. Elle se rencontre au Mato Grosso et au Goiás.

## Publication originale
- Torres-Carvajal, 2005 : A new species of Stenocercus (Squamata, Iguania) from central-western Brazil with a key to Brazilian Stenocercus. Phyllomedusa, vol. 4, n. 2, p. 123-132.